# 加里森鎮區 (密蘇里州克里斯蒂安縣)
加里森鎮區（英語：Garrison Township）是位於美國密蘇里州克里斯蒂安縣的一個行政鎮區。

## 地方資料
加里森鎮區的面積為90.40平方千米，當中陸地面積為90.36平方千米，而水域面積為0.04平方千米。根據2020年美國人口普查的數據，當地共有人口552人，而人口密度為每平方千米6.11人。